# Wendelin Werner
Wendelin Werner (Colonia, Renania del Norte-Westfalia; 23 de septiembre de 1968) es un matemático francés que trabaja en el área de paseos aleatorios, la evolución estocástica Schramm-Loewner y otras teorías relacionadas en teoría de probabilidad y física matemática.

## Biografía
Werner se nacionalizó francés en 1977. Estudió en la Escuela Normal Superior de París entre 1987 y 1991. En 1993 escribió su doctorado en la Universidad Pierre y Marie Curie, supervisado por Jean-François Le Gall. Trabajó en investigación en el Centro Nacional para la Investigación Científica desde 1991 hasta 1997.
También ha trabajado como actor, en una película francesa de 1982 titulada La passante du sans-soucis [Testimonio de mujer] y en 2008 participó en Un conte de Noël [Un cuento de Navidad].
Actualmente es profesor en la Universidad de París-Sur y da clases a tiempo parcial en la Escuela Normal Superior de París.

## Premios
Ha recibido otros premios, entre los cuales se incluye el premio Pólya otorgado por la Society for Industrial and Applied Mathematics que obtuvo junto con sus colaboradores Gregory Lawler y Oded Schramm. En 2006 fue premiado con la Medalla Fields durante el XXV Congreso Internacional de Matemáticos celebrado en Madrid, España.